# Utada Hikaru Unplugged
『UTADA HIKARU UNPLUGGED』（うただヒカル アンプラグド）は、2001年11月28日に発売された宇多田ヒカルのライブビデオ。シングル「traveling」と同時発売。

## 概要
- 2001年8月10日に『MTVジャパン』でオンエアされたアンプラグドライヴの模様を収録。客席はすべてソファに入れ替えられた。
- 初動2.8万枚を売り上げ、累積6.1万枚[1]で2002年音楽映像ソフトランキングで年間5位となった。

## 収録曲
1. Wait&See 〜リスク〜
2. First Love
3. Addicted To You
4. Parody
5. 蹴っ飛ばせ!
6. With or Without You
  - U2のカヴァー曲。
7. Automatic
8. FINAL DISTANCE